# Tatchanka
Pour le monument soviétique, voir Tatchanka (monument).

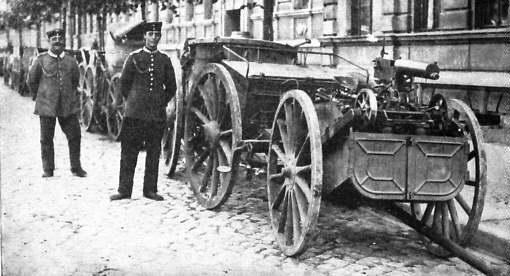
Tatchanka russe capturée pendant la Première Guerre mondiale et exposée à Berlin.

La tatchanka (en russe : тача́нка) est un véhicule de combat tracté par un, deux, trois ou quatre chevaux utilisé lors de la Révolution russe, la Première Guerre mondiale et la Seconde Guerre mondiale. Son invention est attribuée au révolutionnaire libertaire ukrainien Nestor Makhno durant la guerre civile.

## Histoire

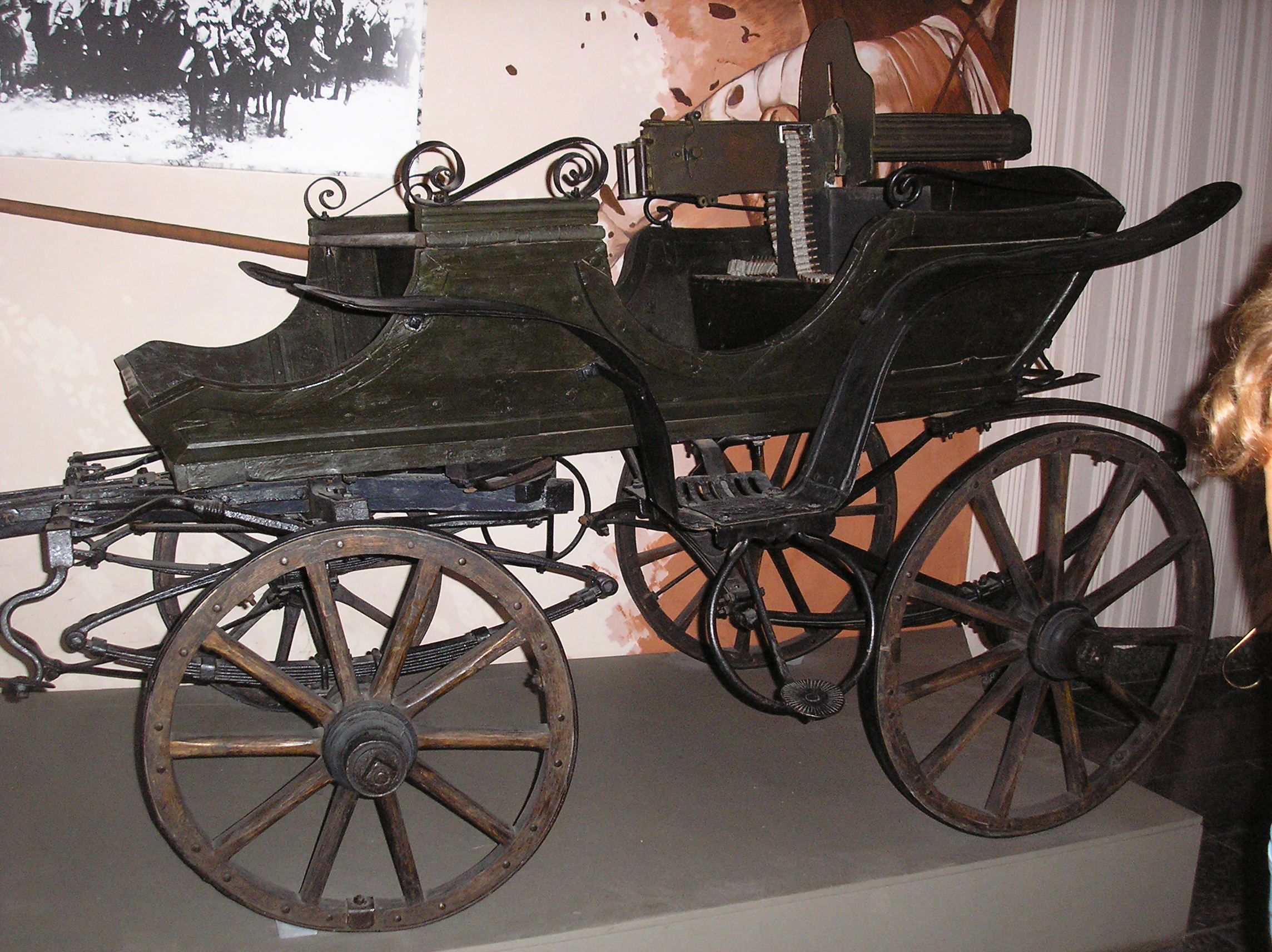
Une Tatchanka utilisée pendant la guerre civile russe en Ukraine armée d'un PM1910.

C'était habituellement un chariot ouvert avec une mitrailleuse lourde installée à l'arrière. L'équipage était composé de 2 ou 3 équipiers (un conducteur, un tireur et un assistant). Le nom de la tatchanka est peut-être une version ukrainienne du mot тачка, signifiant « brouette ».
La tactique de la tatchanka est semblable à celle du technical, son successeur moderne. Elle pouvait approcher la cible feignant d'être un véhicule civil et puis ouvrir le feu ; ou pulvériser un secteur ciblé tout en se déplaçant à vitesse élevée. Les deux méthodes se montrent appropriées aussi bien pour un usage au sein d'une force militaire régulière que dans la guérilla. En outre, parce que la puissance de feu est concentrée à l'arrière, une tatchanka pouvait se défendre en partant après une attaque, à la manière cette fois-ci de ses antiques ancêtres, les Parthes. Les tatchankas ont également fourni à la cavalerie l'appui rapide de mitrailleuses.
En dépit d'une certaine standardisation, l'armement des tatchanka a été improvisé dans la plupart des cas. En Russie, la mitrailleuse lourde Maxim standard a été souvent employée. 
Les tatchankas ont été également adoptées par la Wehrmacht, qui a employé le modèle Jf.5 armé avec deux mitrailleuses MG34 pour la protection anti-aérienne et anti-personnelle pendant toute la Seconde Guerre mondiale.

## Dans la culture

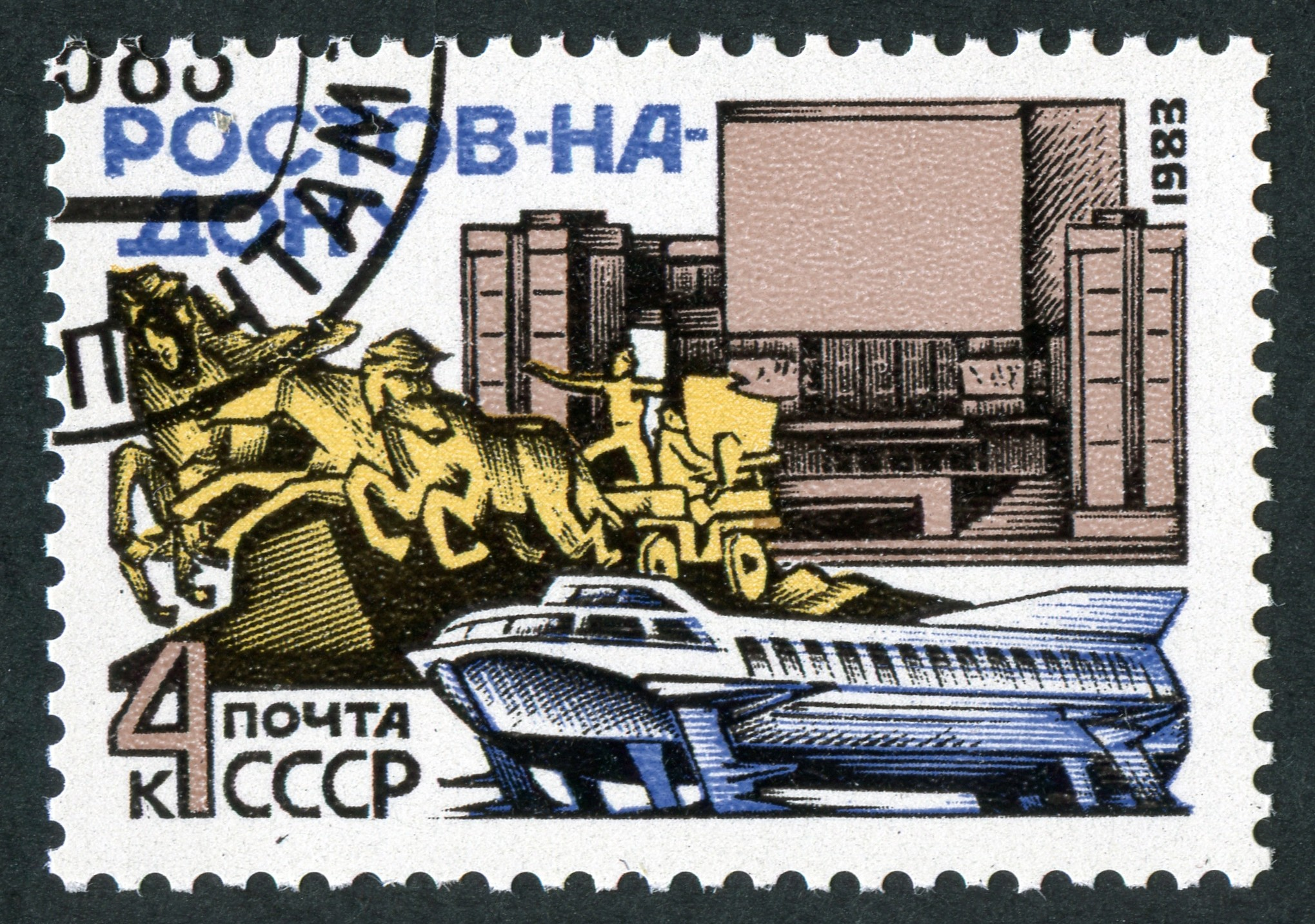
Tatchanka sur un timbre soviétique.

Tatchanka est le titre d'une chanson soviétique composée en 1937 par Constantin Listov sur des paroles de Mikhaïl Roudermann, interprétée entre autres par Léonid Outiossov et les Chœurs de l'Armée rouge.
Tachanka est le surnom d'un personnage du jeu vidéo Rainbow Six : Siege, en référence à son fusil-mitrailleur léger